# Watertown (Connecticut)
Watertown è un comune (town) degli Stati Uniti d'America della contea di Litchfield nello Stato del Connecticut. La popolazione era di 22,514 persone al censimento del 2010. È un sobborgo di Waterbury. Confina con le città di Woodbury, Middlebury, Litchfield, Plymouth, Bethlehem, e Thomaston.

## Geografia fisica
Secondo lo United States Census Bureau, ha un'area totale di 29,6 mi² (76,66 km²).

## Storia
Più di 310 anni fa, nell'area dove oggi si trova la città di Watertown, abitava una tribù locale chiamata Paugasuck. Ma nel 1684, Thomas Judd e 35 altri proprietari acquistarono il terreno dagli indiani e fondarono la città.

## Società

### Evoluzione demografica
Secondo il censimento del 2000, c'erano 21,661 persone.

### Etnie e minoranze straniere
Secondo il censimento del 2000, la composizione etnica della città era formata dal 96,46% di bianchi, lo 0,75% di afroamericani, lo 0,12% di nativi americani, l'1,27% di asiatici, lo 0,05% di oceanici, lo 0,48% di altre razze, e lo 0,87% di due o più etnie. Ispanici o latinos di qualunque razza erano l'1,87% della popolazione.